# Gladhammars socken
Gladhammars socken i Småland ingick i Södra Tjusts härad, uppgick 1967 i Västerviks stad och området ingår sedan 1971 i Västerviks kommun i Kalmar län och motsvarar från 2016 Gladhammars distrikt.
Socknens areal är 137,01 kvadratkilometer, varav land 124,07. År 2000 fanns här 1 463 invånare. Tätorten Gunnebo samt kyrkbyn Gladhammar med sockenkyrkan Gladhammars kyrka ligger i socknen. 

## Administrativ historik
Gladhammars socken har medeltida ursprung. 1622 utbröts Västrums socken.
Vid kommunreformen 1862 övergick socknens ansvar för de kyrkliga frågorna till Gladhammars församling och för de borgerliga frågorna till Gladhammars landskommun. Landskommunen utökades 1952 innan den 1967 uppgick i Västerviks stad som 1971 ombildades till Västerviks kommun. Församlingen är sedan 2006 en del av Gladhammar-Västrums församling.
1 januari 2016 inrättades distriktet Gladhammar, med samma omfattning som församlingen hade 1999/2000.  
Socknen har tillhört samma fögderier och domsagor som Södra Tjusts härad. De indelta soldaterna tillhörde Andra livgrenadjärregementet, Tjusts kompani. De indelta båtsmännen tillhörde Tjusts båtsmanskompani.

## Geografi
Gladhammars socken ligger sydväst om Västervik vid innersta delen av Verkebäcksviken. Socknen är en kuperad bergs- och skogstrakt, rik på sjöar och med spridd odlingsbygd i dalgångar innanför kusten. De största insjöarna är Fälgaren som delas med Hallingebergs och Törnsfalls socknar, Vångaren som delas med Törnsfalls socken, Ålsjön som delsa med Västrums socken samt Maren, Tjursbosjön och Ekenässjön.
Byarna Verkebäck och Lunds by ligger i denna socken. I Lund fanns förr ett gästgiveri.
Sätesgårdar var Gunnebo bruk, Sundsholms säteri, Valstads säteri och Torsfalls herrgård.

## Fornlämningar
Kända från socknen är ett flertal gravrösen med stensättningar från bronsåldern och några gravfält och en fornborg från järnåldern.

## Befolkningsutveckling
Befolkningen ökade från 1 048 1810 till 2 729 1880 varefter den minskade stadigt till 1 649 1990.

## Namnet
Namnet (1352 Cladhambra) kommer från kyrkbyn. Förledet Clad har oklar tolkning. Efterleden är dialektordet hammar, 'stenig höjd, stenbacke'.

## Personer från bygden
- Författaren Ellen Key föddes 1849 på gården Sundsholm.